# Geraz do Minho
Geraz do Minho ist eine Gemeinde im Norden Portugals.
Geraz do Minho gehört zum Kreis Póvoa de Lanhoso im Distrikt Braga, besitzt eine Fläche von 4,8 km² und hat 544 Einwohner (Stand 19. April 2021).